# Nedcolbertia
Genre
Espèce
Nedcolbertia est un genre de dinosaures théropodes du Crétacé inférieur retrouvé en Amérique du Nord.
Le genre est classé chez les Tetanurae, étant un membre possible des Coelurosauria.

## Histoire
En 1993, trois squelettes de théropodes sont découverts[réf. souhaitée] par Christopher H. Whittle (en) dans la section Yellow Cat Member de la formation de Cedar Mountain à Cisco (Utah). Datés du Barrémien, ils sont décrits en 1995 par Kirkland (en), Britt, Madsen et Burge. L'année suivante, on annonce que le taxon sera nommé Nedcolbertia whittlei.
En 1998, l'espèce-type Nedcolbertia justinhofmanni est décrite par Kirkland, Whittle, Britt, Madsen et Burge. Le nom générique est donné en l'honneur du paléontologue Edwin Harris Colbert (surnommé « Ned »)[réf. souhaitée]. Le nom spécifique est donné en l'honneur de Justin Hofmann, un garçon de six ans de Newton (New Jersey) ayant gagné un concours commandité par Discover Card et dont le prix était d'avoir un dinosaure à son nom.
L'holotype, CEUM 5071, est l'un des trois squelettes[réf. souhaitée]. D'une taille d'environ 1,5 mètre, il proviendrait d'un spécimen juvénile[réf. souhaitée]. Les deux autres squelettes, CEUM 5072 and CEUM 5073, sont classés comme paratypes et font environ 10 pieds de long[réf. souhaitée]. Les trois font partie de la collection du USU Eastern Prehistoric Museum (en).